# L'Arnaque
Pour les articles homonymes, voir L'Arnaque (homonymie).
 (septembre 2021).
Si vous disposez d'ouvrages ou d'articles de référence ou si vous connaissez des sites web de qualité traitant du thème abordé ici, merci de compléter l'article en donnant les références utiles à sa vérifiabilité et en les liant à la section « Notes et références ».
Série
L'Arnaque 2
(1983)
Pour plus de détails, voir Fiche technique et Distribution.
L'Arnaque (The Sting) est un film de casse américain réalisé par George Roy Hill.
Sorti en 1973, L'Arnaque s'inspire de véritables faits commis par les frères Fred et Charley Gondorff, documentées par David Maurer (en) dans son livre de 1940 The Big Con: The Story of the Confidence Man.
Mettant en scène deux escrocs professionnels (Paul Newman et Robert Redford) impliqués dans un complot pour escroquer un chef de la mafia (Robert Shaw), le film est un immense succès critique et commercial. Fait notable, L'Arnaque engrange plus de 90 millions d'entrées aux Etats-Unis,. Le film relancera la carrière de Paul Newman après une série d’échecs sur grand écran.
Nommé pour dix Oscars, la production en remporte sept, dont celui du meilleur film, du meilleur réalisateur, du meilleur montage et du meilleur scénario original. Le film est sélectionné en 2005 pour être conservé dans le National Film Registry de la Bibliothèque du Congrès des États-Unis comme étant « culturellement, historiquement ou esthétiquement significatif ». Il a été suivi d’une suite, The Sting II, en 1983.

## Synopsis
Une bande de trois petits arnaqueurs dépouillent par hasard le convoyeur de fonds d'un des caïds de la pègre de New York, Doyle Lonnegan. Celui-ci cherche à se venger et tue Luther, un des arnaqueurs. Avant d'être assassiné, Luther remet à Johnny Hooker une carte de visite, celui d'un ancien grand faisandier, Henry Gondorff. Johnny se rend donc à Chicago pour rencontrer Henry. Les deux complices cherchent à monter une arnaque pour se venger de la mort de leur camarade. Ils ferrent le pigeon en trichant à une partie de poker et donnent le coup de grâce avec l'arnaque du faux bookmaker et des courses de chevaux.

## Fiche technique
- Titre : L'Arnaque
- Titre original : The Sting
- Réalisation : George Roy Hill
- Scénario : David S. Ward
- Musique : Marvin Hamlisch, d'après des ragtimes de Scott Joplin
- Direction artistique : Henry Bumstead
- Décors : James W. Payne
- Costumes : Edith Head
- Photographie : Robert Surtees
- Ingénieurs du son : Robert Bertrand et Ronald Pierce
- Effets spéciaux : Albert Whitlock (en)
- Montage : William Reynolds
- Artwork des génériques : Jaroslav Gebr
- Producteurs : Tony Bill, Michael Phillips, Julia Phillips, Richard D. Zanuck, David Brown et Robert L. Crawford
- Société de production : Universal Pictures
- Société de distribution : Universal Pictures
- Budget: 7 500 000 USD (estimation)
- Pays d'origine :  États-Unis
- Langue : anglais
- Format : Couleurs (Technicolor) - 1,85:1 - Mono (Westrex Recording System) - 35 mm
- Genre : Comédie dramatique
- Durée : 124 minutes
- Dates de sortie[3] : 
  -  États-Unis : 25 décembre 1973
  -  France : 19 avril 1974 puis 26 décembre 2001 (ressortie)
- Affiches : Bill Gold (États-Unis), Michel Landi (France)

## Distribution
- Paul Newman (VF : Jean-Claude Michel) : Henry Gondorff
- Robert Redford (VF : Bernard Murat) : Johnny Hooker (Crocheteur en VF)
- Robert Shaw (VF : André Valmy) : Doyle Lonnegan
- Charles Durning (VF : Albert Augier) : lieutenant Snyder
- Ray Walston (VF : Jacques Marin) : J. J. Singleton
- Eileen Brennan (VF : Paule Emanuele) : Billie
- Harold Gould (VF : René Bériard) : Kid Twist
- John Heffernan (en) (VF : André Falcon) : Eddie Niles
- Dana Elcar (VF : Pierre Leproux) : l'agent Polk
- Dimitra Arliss (VF : Arlette Thomas) : Loretta Salino
- Jack Kehoe : Erie Kid
- Robert Earl Jones (VF : Bachir Touré) : Luther Coleman
- Charles Dierkop (VF : Georges Aubert) : Floyd
- James Sloyan (VF : Jacques Richard) : Mottola
- Arch Johnson : Combs
- Ed Bakey (en) (VF : Georges Atlas) : Granger
- Brad Sullivan : Cole
- John Quade (VF : Jacques Ferrière) : Riley
- Jack Collins (en) (VF : Jacques Dynam) : Duke « Douky » Boudreau
- Avon Long : Benny Garfield
- Paulene Myers : Alva Coleman

## Autour du film
- David S. Ward a eu l'idée de ce scénario alors qu'il écrivait le script de Steelyard Blues. Il l'a montré à Tony Bill qui a aussitôt décidé de produire le film avec Michael et Julia Phillips. Lorsque George Roy Hill a lu le scénario, il a aussitôt demandé à réaliser le film. C'est lui qui a offert à Paul Newman de se joindre au projet. Robert Redford a écrit une partie du scénario avec David S. Ward, il participait au projet depuis ses débuts.
- Le nom du personnage de Robert Redford (Johnny Hooker) aurait été donné afin de rendre hommage au chanteur de blues John Lee Hooker. Les personnages de Henry Gondorff, J. J. Singleton, Kid Twist et Eddie Niles sont ceux de véritables escrocs américains du premier quart du XXe siècle : le film est en fait basé sur la vie des frères Charles et Fred Gondorff qui ont tenté une escroquerie similaire à celle montrée dans le film en 1914 mais qui, elle, a échoué.
- Le rôle de Johnny Hooker a d'abord été offert à Jack Nicholson, qui l'a refusé, et il a finalement été confié à Robert Redford. Le rôle de Lonnegan devait être donné à Richard Boone qui a décidé de se retirer du projet.
- Le tournage s'est déroulé du 22 janvier à avril 1973. Le maire de Chicago de l'époque, Richard J. Daley, a refusé le tournage du film dans sa ville, car il trouvait qu'il lui donnait mauvaise réputation. Il a permis plus tard un tournage de trois jours. Celui-ci a principalement eu lieu sur les terrains de la Universal Pictures à Los Angeles.
- Robert Shaw qui devait jouer le rôle de Lonnegan s'était foulé une cheville peu avant le tournage. Il renonça au rôle mais on lui demanda de rester et sa boiterie fut finalement intégrée au scénario.
- Le célèbre morceau musical, The Entertainer, de Scott Joplin est depuis resté attaché au souvenir du film et déclencha la redécouverte du ragtime. Il a été publié en 1902 par le pianiste américain, soit une trentaine d'années avant l'histoire du film. Marie Laforêt le reprendra dans une chanson originale intitulée Henri, Paul, Jacques et Lulu. Elle l'a insérée en 1974 dans son album Noé.
- Le film connaîtra une suite au succès modéré sortie en 1983 : L'Arnaque 2 (The Sting II) de Jeremy Kagan avec Jackie Gleason, Mac Davis et Oliver Reed qui reprennent les rôles respectifs de Paul Newman, Robert Redford et Robert Shaw.
- Un livre, écrit par Robert Weverka, et intitulé The Sting, a été tiré du film de G. R. Hill, publié par Bantam Books, en 1974 et traduit de l'anglais par Alain Chataignier, édité la même année aux Presses de la Cité.

## Distinctions

### Récompenses
- 1973 :
  - L'association des réalisateurs américains (Directors Guild of America) décerne à George Roy Hill le prix du meilleur réalisateur.
  - National Board of Review Award du meilleur film[4].
- Oscars 1974 :
  - Meilleur film
  - Meilleur réalisateur pour George Roy Hill
  - Meilleur scénario original pour David S. Ward
  - Meilleur direction artistique pour Henry Bumstead et James W. Payne
  - Meilleurs costumes pour Edith Head
  - Meilleur montage pour William Reynolds
  - Meilleure partition de chansons et adaptation musicale pour Marvin Hamlisch

- Le film intègre le National Film Registry en 2005

### Nominations
- Oscars :
  - Meilleur acteur : Robert Redford
  - Meilleure photographie : Robert Surtees
  - Meilleur son : Robert Bertrand et Ronald Pierce

- David S. Ward a été nommé pour le Golden Globe du meilleur scénario.

- L'association des scénaristes américains (Writers Guild of America) a nommé David S. Ward pour le prix du meilleur scénario.